# Dzerzsinszkaja vonal
A Dzerzsinszkaja vonal (oroszul: Дзержи́нская) a novoszibirszki metró egyik vonala. 5 állomásból áll, hossza 5,4 kilométer. Nevét Feliksz Dzerzsinszkij után kapta.

## Szakaszok átadása
| Szakasz                                        | Átadás dátuma      |
| ---------------------------------------------- | ------------------ |
| Ploscsagy Garina-Mihajlovszkovo - Szibirszkaja | 1987. december 31. |
| Szibirszkaja - Marsala Pokriskina              | 2000. december 28. |
| Marsala Pokriskina - Berjozovaja roscsa        | 2005. június 25.   |
| Berjozovaja roscsa - Zolotaja nyiva            | 2010. október 7.   |

## Járművek
A vonalon két darab, négykocsis 81–717/714 közlekedik.